# Kalvebrug
De Kalvebrug is een ophaalbrug over de Moervaart in Wachtebeke.

## Geschiedenis
De huidige brug werd in 1945 gebouwd ter vervanging van de brug die in de Tweede Wereldoorlog was vernield. Het portaal heeft een ingeschreven spitsboog en de bovenbouw is versterkt met kruisende vakwerkliggers. De brug werd in 2000 gemechaniseerd.
De Kalvebrug werd in 2001 beschermd als monument.

## Naamgeving
De naam is afgeleid van het nabijgelegen gehucht Kalve.